# Харасп
Харасп — вероятно, скифский правитель III—II веков до н. э.
Л. И. Тарасюк перевёл имя Хараспа как «имеющий серых коней». Об этом правителе стало известно только из обнаруженного в XIX веке нумизматического материала. Сведений о нём эпиграфические источники не содержат.
На аверсе ряда его монет изображены Диоскуры в конусовидных шапках с лавровыми венками. На реверсе — стоящий на пучке стилизованных молний орёл со сложенными крыльями. Впервые монеты были опубликованы Э. Бабелоном, полагавшим, что Харасп правил в Азии на периферии государства Селевкидов.
О происхождении Хараспа в исторической науке существуют различные мнения. Одни исследователи, например, С. В. Обухов считают его царём Софены, властвовавшим в III—II веков до н. э. Исследователь отметил, что изображения на реверсе монет Хараспа схожи с орлами на коммагенских барельефах. Другие учёные указывают, что их отчеканили на монетном дворе Том. Специалист по нумизматике А. В. Орешников полагал, что Харасп был гетским правителем (того же мнения придерживались Д. Таккела и Н. А. Мушмов), а М. И. Ростовцев назвал Хараспа фрако-скифом. Т. В. Блаватская, подвергшая критике их подходы, посчитала «доказанным, что Харасп был царём скифов» — скифским династом, правившим в Малой Скифии в III—II веках до н. э. На это указывал и К. Реглинг, локализовавший владения Хараспа в восточной части Добруджа. Первоначальным предположением Неркессян, чьи выводы строились на исследовании особенностей тиары на голове Хараспа, было, что он властвовал в Софене незадолго до 230 года до н. э. — в промежутке времени между Арсамом I и Арсамом II. Однако по мере обнаружения новых монет мнение этого специалиста было изменено в пользу скифского происхождения Хараспа. По изначальному предположению В. Канараке, Харасп был первым из представителей династии в Малой Скифии. Этот вывод исследователь сделал, отметив однотипность монет Хараспа, не понимавшим к тому же особенности греческой религии: изображения Диоскуров сочетаются с орлом — символом Зевса. По этой гипотезе В. Канараке, правление первого скифского царя отличалось кратковременностью и непрочностью, и его сменил Танусак. Впоследствии В. Канараке поставил Хараспа на третье место — после Танусака и Канита. По мнению М. Манова, появление стоящего на молнии орла могло быть связано с определёнными контактами с Македонией времени правления царя Филиппа V.